# Okręg wyborczy Leeds East
Okręg wyborczy Leeds East powstał w 1885 r. i wysyłał do brytyjskiej Izby Gmin jednego deputowanego. Okręg został zniesiony w 1918 r., ale przywrócono go ponownie w 1955 r. Okręg obejmuje wschodnią część miasta Leeds.

## Deputowani do brytyjskiej Izby Gmin z okręgu Leeds East

### Deputowani w latach 1885–1918
- 1885–1886: Richard Dawson
- 1886–1895: John Gane
- 1895–1900: Thomas Leuty
- 1900–1906: Henry Cautley, Partia Konserwatywna
- 1906–1918: James O’Grady, Partia Pracy

### Deputowani po 1955
- 1955–1992: Denis Healey, Partia Pracy
- 1992–2015: George Mudie, Partia Pracy
- 2015- :  Richard Burgon, Partia Pracy